# Сонда (ракета)
Вижте пояснителната страница за други значения на Сонда.
.
Сонда е името на бразилски експериментална ракета от семейството на ракети VLS. Има няколко варианта на тази ракета:
- Сонда 1 е двустепенна ракета с максимален полет на височина до 65 km, тяга 27 kN, тегло 100 kg и дължина 5,5 m. Изстрелвана е 9 пъти в периода 1965-1966 г.
- Сонда 3 е двустепенна ракета в две версии: Сонда 3 и Сонда 3М1. И двете ракети могат да достигнат до 600 km височина, имат тяга 102,00 kN и дължина 8 m. Сонда 3 тежи 1500 k, а Сонда 3М1 тежи 1400 kg. Изстрелвани са 27 пъти в периода между 1976 и 2002 г.
- Сонда 4 е двустепенна ракета с максимална височина 800 km, тяга 203,00 kN, маса 7200 kg, диаметър 1,01 m и дължина 11,00 m. Изстрелвана е 7 пъти в периода 1984-1990 г.
- Сонда 2 е едностепенна ракета с максимална височина 180 km, тяга 36,00 kN, маса 400 kg, диаметър 0,30 m и дължина 5,6 m. Изстрелвана е 7 пъти в периода 1990-1996 г.